# Kürtösújfalu
Kürtösújfalu (1899-ig Kisújfalu, szlovákul: Nová Ves) község Szlovákiában, a Besztercebányai kerületben, a Nagykürtösi járásban.

## Fekvése
Nagykürtöstől 5 km-re délre, a Kürtös-patak bal partján fekszik.

## Története
A település a 14. században keletkezett, 1473-ban "Wyfalw" alakban említik először. Kékkő várának uradalmához tartozott. 1544 és 1593 között a török hódoltság részévé vált. A 17. század első felének harcaiban elpusztult és csak a 18. század elején telepítették újra. 1848-ig a divényi és a kékkői uradalom része volt. 1828-ban 53 házában 439 lakos élt, akik mezőgazdasággal, szőlőtermesztéssel foglalkoztak. Később a közeli nagybirtokokon dolgoztak.
Vályi András szerint "ÚJFALU. Kis Újfalu. Nógrád Várm. földes Urai Gr. Balassa, és Gr. Zichy Uraságok, lakosai külömbfélék, fekszik Sklabonyának szomszédságában, mellynek filiája; határja hegyes, vőlgyes."
A trianoni békeszerződésig Nógrád vármegye Balassagyarmati járásához tartozott.

## Népessége
| Év:            | 1994. | 2004.   | 2014.    | 2024.    |
| -------------- | ----- | ------- | -------- | -------- |
| Emberek száma: | 354   | 366     | 412      | 466      |
| Eltérés:       |       | +3,38 % | +12,56 % | +13,10 % |

| Év:            | 2023. | 2024.   |
| -------------- | ----- | ------- |
| Emberek száma: | 441   | 466     |
| Eltérés:       |       | +5,66 % |

1880-ban 308 lakosából 253 szlovák és 30 magyar anyanyelvű volt.
1910-ben 382 lakosából 349 szlovák és 32 magyar anyanyelvű volt.
1921-ben 382 lakosából 343 csehszlovák, 31 magyar és 8 állampolgárság nélküli volt. Ebből 355 római katolikus, 20 evangélikus és 7 izraelita vallású volt.
1930-ban 441 lakosából 405 csehszlovák, 26 magyar és 10 állampolgárság nélküli volt. Ebből 401 római katolikus, 29 evangélikus és 11 izraelita vallású volt.
1970-ben 500 lakosából 488 szlovák, 8 magyar és 4 ismeretlen nemzetiségű volt.
2001-ben 358 lakosából 337 szlovák és 2 magyar volt.
2011-ben 401 lakosából 391 szlovák, 6 cseh, 2 magyar és 2 ismeretlen nemzetiségű volt.
2021-ben 441 lakosából 396 (+2) szlovák, 8 (+1) magyar, (+1) cigány, 5 (+1) egyéb és 32 ismeretlen nemzetiségű volt.

## Külső hivatkozások
- Községinfó
- Kürtösújfalu Szlovákia térképén
- E-obce.sk Archiválva 2008. december 6-i dátummal a Wayback Machine-ben